# Bardos
Bardos (baskisch Bardoze, früher Bardotze, gaskognisch Bardòs) ist eine französische Gemeinde im Département Pyrénées-Atlantiques in der Region Nouvelle-Aquitaine. Sie gehört zum Arrondissement Bayonne und zum Kanton Nive-Adour.
Der Ort mit 1905 Einwohnern (Stand 1. Januar 2022) liegt etwa 25 km östlich von Bayonne und ist Teil der baskischen Provinz Labourd. Ortsteile (die Namen werden heute nur noch selten benutzt) sind:  Lassarrade, Miremont, Legarre, Lerine und Ibar. Nachbargemeinden sind: Guiche im Norden, Urt und Hasparren im Westen, La Bastide-Clairence und Orègue im Süden, Bidache im Osten sowie Hastingues im Nordosten.

## Geschichte
Die Pfarrei Bardos wird erstmals 1072 erwähnt. Bardos war vor der Revolution eine seit 1320 existierende Baronie, die seit 1643 zum Herzogtum Gramont gehörte.

## Sehenswürdigkeiten
|  |

- Schloss Château de Salha
- Bauernhöfe aus dem 16. – 18. Jahrhundert
- Ehemalige Gemeindehaus (mairie) aus dem 18. Jahrhundert
- Häuser aus dem 18. Jahrhundert
- Manoir Château de Miremont
- Mühle Moulin d’Ermont (Ermou) aus dem 15. Jahrhundert
- Kirche Eglise de l'Assomption de la Bienheureuse-Vierge-Marie aus dem 13. und 19. Jahrhundert

## Bevölkerungsentwicklung
| 1962 | 1968 | 1975 | 1982 | 1990 | 1999 | 2006 | 2018 |
| ---- | ---- | ---- | ---- | ---- | ---- | ---- | ---- |
| 1091 | 1031 | 1005 | 1093 | 1188 | 1271 | 1528 | 1828 |